# Melampophylax austriacus
Melampophylax austriacus là một loài Trichoptera trong họ Limnephilidae. Chúng phân bố ở miền Cổ bắc.